# 昆布岳
昆布岳（日语：／ Konbu-dake）是日本北海道虻田郡一座橫跨新雪谷町和豐浦町的第三期末休眠火山，位於札幌西南方約69公里處。2014年，經日本國土地理院重新測定，海拔為1044.9公尺，是北海道百名山之一。

## 概要

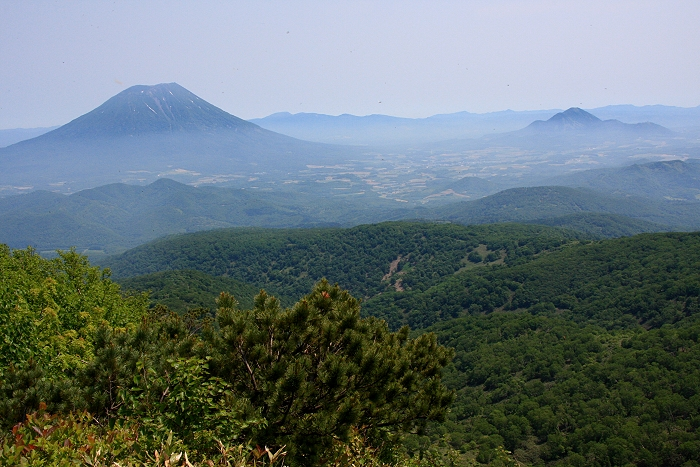
昆布岳山頂望向羊蹄山（左）和尻別岳（右）

昆布岳的山頂是一個一等三角點，在阿伊努語中發音為「tokom-po-nupuri」，意為「凸起的小山」。山頂視野開闊，向北可以展望呈東西走向的新雪谷連峰，向東北可以展望羊蹄山，東南方則是洞爺湖及內浦灣。山的北麓發源有尻別川的支流名無川，南麓發源有上泉川。

### 登山
昆布岳在每年6月上旬至10月末期間開放登山，因海拔低，攀登难度不算很大，普通人不加以训练也能攀登。一般登山者採用「豐浦路線」，即從豐浦町開始，沿登山口、林道分歧點、眼鏡岩、露岩一線登頂，上山从登山口到山顶正常人约花费3个小时，下山约花费2个小时。

### 交通
昆布岳登山口沒有公共交通服務，需乘車沿北海道道914號新富神里線到達。

## 鄰近山峰
- 雷電山（1211公尺）
- 羊蹄山（1898公尺）
- 安努普力（1116公尺）
- 尻別岳（1107公尺）
- 有珠山（733公尺）